# Гришин, Евгений Борисович
Евге́ний Бори́сович Гри́шин (род. 1 октября 1959, Москва) — советский ватерполист, защитник. Олимпийский чемпион, заслуженный мастер спорта СССР (1980).

## Вехи биографии
Родился 1 октября 1959 года в Москве. Отец — ватерполист Борис Гришин, двукратный призёр Олимпийских игр (1964 и 1968). Мать — фехтовальщица на рапирах Валентина Растворова, олимпийская чемпионка 1960 года. Сестра — Елена Гришина, мастер спорта СССР международного класса (фехтование, рапира);

Окончил ГЦОЛИФК (1983), тренер-преподаватель.
Выступал за команду «Динамо» (Москва). Входил в сборную СССР (1978—1988).
Является дядей Сергея Биды, заслуженный мастер спорта России (фехтование, шпага).

## Спортивная карьера
- Олимпийский чемпион (1980), бронзовый призёр Олимпийских игр (1988).
- Чемпион мира (1982), бронзовый призёр чемпионата мира (1986).
- Двукратный обладатель Кубка мира (1981, 1983).
- Двукратный чемпион Европы (1983, 1985).
- Победитель Универсиады (1985).
- Победитель Игр Доброй воли (1986).
- Обладатель Кубка обладателей кубков и Суперкубка Европы (1984).
- Трёхкратный чемпион СССР (1985—1987).
- Обладатель Кубка СССР (1986, 1988, 1990, 1991).
- Победитель Спартакиады народов СССР (1979).